# Hirm
Hirm est une commune autrichienne du district de Mattersburg dans le Burgenland.